# Conseil canadien pour l'Afrique
 (novembre 2023).
Le Conseil Canadien pour l’Afrique (CCAfrique) a été créé le 27 mai 2002 à Montréal, au Québec, avec le but de devenir le chef de file des entreprises du secteur privé canadien engagées dans le développement économique d’une Afrique moderne et concurrentielle sur le marché global. CCAfrique a été constituée à la suite du Sommet du G8 de Kananaskis, où un des objectifs principaux était de construire un plan d’action pour l’Afrique.  Formé un an après le Nouveau Partenariat pour le Développement de l’Afrique (NEPAD), CCAfrique partage l’objectif du NEPAD de permettre la renaissance du continent africain.
CCAfrique croit que la création d’un environnement favorable au développement des affaires est un aspect critique des défis africains.  Les entreprises peuvent contribuer au bien collectif tout en générant un rendement financier acceptable pour les actionnaires et les parties prenantes.  CCAfrique se penche sur la création de valeur sociale, la transparence au Canada et à l’étranger, les droits de la personne, l’intendance environnementale, la santé et la sécurité des partenaires et des communautés locales, et le soutien des communautés d’employés et des parties prenantes qui sont affectées par la prévalence du VIH/SIDA.

## Mission
Faciliter et promouvoir une augmentation des investissements et du commerce durable entre les secteurs canadiens et africains publics et privés, au bénéfice de tous les acteurs concernés et conformément aux lignes directrices de la Responsabilité sociale des entreprises (RSE).

## Buts
Les buts de CCAfrique vont dans la droite ligne de la mission de l’organisation.  Voici comment ils peuvent être dérivés :
1. Encourager le dialogue et les discussions sur des questions économiques ou reliées au commerce impliquant le Canada et les pays d’Afrique, de façon à promouvoir une augmentation et une diversification des investissements ainsi qu’un échange économique et commercial entre le Canada et les pays d’Afrique;
2. Contribuer à la compréhension et à l’évolution des relations économiques et commerciales entre le Canada et les pays d’Afrique, ainsi que de promouvoir l’investissement et le commerce entre le Canada et les pays d’Afrique, notamment de la façon suivante :
  1. Agir comme groupe de réflexion en matière de promotion et de développement des politiques économiques et commerciales entre le Canada et les pays d’Afrique, ainsi que conseiller sur ces questions, de façon structurée, le gouvernement du Canada et ses diverses agences, les gouvernements des provinces et les gouvernements des pays d’Afrique.
  2. En collaboration avec le gouvernement du Canada et les gouvernements des provinces, développer et entretenir des relations continues privilégiées avec divers groupes pancanadiens ou régionaux voués à la promotion et à la réalisation de projets de développement économiques et commerciaux entre le Canada et les pays d’Afrique et vice-versa.
  3. Faire ou faire faire des analyses, études, mises à jour ou revues de littérature nécessaires à la réalisation de la mission du Conseil et l’atteinte de ses objectifs stratégiques; de plus, le cas échéant, assurer la diffusion des résultats de ces analyses, études, recherches, etc.
  4. Agir, selon ses possibilités et disponibilités, comme promoteur dans l’organisation d’événements tels que symposiums, colloques, foires, expositions et missions[4].

## Membres et services aux membres
CCAfrique est une organisation à but non lucratif consacrée au développement économique de l’Afrique. L’organisation a plus de 150 membres actifs dans chaque secteur de l’économie : éducation, ingénierie, infrastructure, ressources naturelles, énergie, finance, légal, génie-conseil, communication, technologie informatique, manufacture, agroalimentaire, environnement, développement durable, et santé. En plus de ses membres actifs, CCAfrique compte également des membres associés, comme l’Agence canadienne de développement international (ACDI), et des membres africains affiliés, comme le Nigerian Economic Summit Group (NESG) et le Chambre de commerce, industrie et agriculture de Tanzanie (TCCIA).
Un grand nombre de services sont offerts aux membres de CCAfrique. Un service important notamment est le Service de Développement d’Affaires (SDA), qui transmet chaque semaine de nouvelles opportunités commerciales et stratégiques venant de tout le continent africain.  Une grande variété de publications est aussi produite pour les membres, ceci incluant des bulletins trimestriels, des rapports, des aide-mémoire, le Service de Revue de Presse Africaine, et les Indicateurs Africains Mensuels.  De plus, les membres entrent dans un réseau d’organismes qui jouent un rôle majeur dans le développement économique de l’Afrique, peuvent être aidés pour l’obtention de visas d’affaires, et sont toujours gardés informés des mises à jour importantes qui peuvent affecter leurs affaires avec l’Afrique.

## Activités et évènements
CCAfrique organise en permanence des conférences, des séminaires, et des briefings à travers le Canada.  Les thèmes abordés sont très divers, allant des ressources naturelles, de l’économie, à l’éducation ou la Francophonie, tous ces évènements cherchant à donner de l’information aux canadiens sur le commerce et le développement de l’Afrique.
En plus des conférences et séminaires, CCAfrique accueille des délégations politiques et commerciales africaines et mène des délégations d’affaires canadiennes en Afrique.  Celles-ci sont concentrées sur la promotion des relations d’affaires entre les institutions canadiennes, les entreprises du secteur privé et leurs homologues dans divers pays africains.

## Conseil d'administration
Membres
Québec
- Michel Côté, CRC Sogema
- Florian Kohler, Cordiant
- Yvon Bernier, DID
- Robert Blackburn, SNC-Lavalin
- Amina Gerba, Afrique Expansion Mag
- Jean-Michel Laurin, MEC
- Hamidou Mamadou Abdou, CIMA International
- Patrick Tobin, Rio Tinto Alcan
- Karl Miville-De Chêne, Contacts Monde
- Jean-Pierre Dubé, Tecsult AECOM

Ontario
- Stephen Dopp, Canadian Bank Note
- Karen McBride, AUCC
- David Baron, Cowater
- Marc Sitter, Sherritt International
- Matt Fisher, Anyway Solid Environmental Solutions
- Peter Kieran, CPCS
- Lucien Bradet, CCAfrique
- Peter Sinclair, Barrick
- Isa Odidi, IntelliPharmaceutics
- Marie-Jose Fortin, ACCC

Ouest du Canada	
- Wayne Dunn, CSR Resources
- Denis Painchaud, Nexen
- Shauna Mason, Artumas Group
- Eric Maxell, Manitoba Hydro International
- Neil Sadler, IRD
- Brent Thompson, Wardrop
- David Gamble, IMW

Conseillers
- Rizwan Haider, Exportation et développement Canada
- Marthe Lemay, Ministère des affaires étrangères et commerce interntational (ACDI)
- Langis Lagacé, Agence canadienne de développement international (ACDI)
- Shane Jaffer, Gouvernement de l’Alberta
- Rowena Dias, Gouvernement de l’Ontario
- Yves Morel, MDEIE (Quebec)

## Bureaux au Canada
Il y a quatre bureaux à travers le Canada: le bureau du Président, situé à Ottawa (Ontario), avec les bureaux régionaux situés à Toronto (Ontario), à Montréal (Québec) et à Calgary (Alberta).